# Charles Thomas Horngren
Charles Thomas Horngren (28 de octubre de 1926 - 23 de octubre de 2011) fue un contador y profesor estadounidense, reconocido por ser uno de los pioneros en el desarrollo de la contabilidad de gestión moderna. Enseñó en la Universidad Stanford.

## Biografía
Nacido en Milwaukee, Horngren se unió al Ejército de los Estados Unidos tras terminar la secundaria en 1946. Al regresar a su ciudad natal, obtuvo el título de contador en la Universidad Marquette en 1949. Más adelante, en 1952, completó una Maestría en Administración de Empresas en la Escuela de Negocios Harvard, y en 1955 consiguió su doctorado en la Universidad de Chicago.
Después de graduarse en la Universidad Marquette, Horngren inició su carrera profesional como contador y comenzó a enseñar contabilidad en una escuela de negocios. En 1952, se unió al cuerpo docente de la Universidad de Chicago como profesor. Luego de obtener su doctorado, dictó clases en la Universidad Marquette y en la Universidad de Wisconsin-Milwaukee, para posteriormente regresar a la Universidad de Chicago como profesor de Contabilidad. En 1966, se trasladó a la Escuela de Posgrado en Negocios Stanford, donde continuó su carrera académica hasta su retiro.
Inspirado por el trabajo de William J. Vatter, Horngren publicó en 1962 el influyente libro de texto Cost Accounting: A Managerial Emphasis. Esta obra fue la primera de varias que coescribió sobre contabilidad financiera y de costos, las cuales tuvieron un papel clave en la evolución de la teoría moderna de la contabilidad de gestión. En reconocimiento a su trayectoria, fue incorporado al Salón de la Fama de la Contabilidad en 1990.

## Publicaciones seleccionadas
- Horngren, CT, Sundem, GL, Peyvandi, AA, Robertson, WD y Fisher, A. (1990). Introduction to management accounting. Englewood Cliffs, Nueva Jersey: Prentice-Hall.
- Horngren, Charles T., Gary L. Sundem y William O. Stratton. Introduction to management accounting. (1996).
- Horngren, Charles T., Alnoor Bhimani, Srikant M. Datar y George Foster. Management and cost accounting. Harlow: Financial Times/Prentice Hall, 2002/2008.
- Horngren, CT, Harrison, WT, Bamber, LS, Willis, B. y Jones, B. (2005). Accounting. Pearson Educación.
- Harrison, Walter T., y Charles T. Horngren. Financial accounting. Pearson Educación, 2008.

Artículos, una selección:
- Horngren, Charles T. "Marketing of accounting standards". Journal of Accountancy 136.4 (1973): 61-66.
- Kaplan, Robert S., Shank, JK, Horngren, CT, Boer, G., Ferrara, WL y Robinson, MA (1990). "Contribution margin analysis: no longer relevant/strategic cost management: the new paradigm". Journal of management accounting research, 2(1), 1-32.